# Цукели (Виченца)
Цукели је насеље у Италији у округу Виченца, региону Венето.
Према процени из 2011. у насељу је живело 47 становника. Насеље се налази на надморској висини од 103 м.